# Milton Luiz Pereira
Milton Luiz Pereira ComMM (Itatinga, 9 de dezembro de 1932 — Curitiba, 16 de fevereiro de 2012) foi um professor, advogado, jurista, magistrado e político brasileiro.

## Biografia
Milton Luiz Pereira nasceu na cidade de Itatinga, interior de São Paulo, no dia 9 de dezembro de 1932, filho de José Benedito Pereira e Júlia Pinto Pereira. Formou-se em Direito pela Faculdade de Direito da Universidade Federal do Paraná (UFPR), em 1958. 
Iniciou sua carreira como Procurador Judicial Municipal e depois advogado credenciado pela Caixa Econômica Federal (CEX) da Comarca de Campo Mourão. 
Entre 1964 e 1967, foi prefeito de Campo Mourão e em sua administração, o município recebeu o título de "Município Modelo do Paraná".
Entre o final da década de 1960 até a sua aposentadoria, exerceu diversos cargos na esfera jurídica estadual e federal, como: Juiz Federal Substituto, da 2a Vara da Seção Judiciária do Paraná; Juiz Federal, da 5a Vara da Seção Judiciária do Rio Grande do Sul; Juiz Substituto do Tribunal Regional Eleitoral do Paraná (TRE-PR), em vários biênios; Ministro do Tribunal Federal de Recursos; Juiz Presidente do Conselho de Administração do Tribunal Regional Federal; Ministro do Superior Tribunal de Justiça (STJ), decreto de 1992, entre outros cargos.
Em 2001, Pereira foi condecorado com a Ordem do Mérito Militar no grau de Comendador especial pelo presidente Fernando Henrique Cardoso (PSDB).
Também foi professor catedrático em universidades de Curitiba e Umuarama.

## Morte
Milton Luiz Pereira faleceu em Curitiba aos 79 anos, na madrugada de 16 de fevereiro de 2012, vítima de câncer. Sua morte ocorreu apenas poucas horas após o falecimento da esposa, Rizoleta Mary Pereira, também vitimada pelo câncer.
Em 14 de fevereiro de 2014, no segundo aniversário de falecimento do Ministro Milton Pereira e sua esposa Mary, foi fundado o Instituto Milton Luiz Pereira, com a intenção de promover ações e assistência sociais, bem como estudos e iniciativas para o exercício das virtudes e ideais daquele que lhe deu o nome.